# درویزه ننگنهاری
آخوند دَرویزه نَنگَنهاری از فارسی‌نویسان افغانستان بود که در موضوعات دینی تألیف می‌کرد.
وی تبار خویش را به سید علی تِرمِذی می‌رساند. نام درویزه، شکل دیگری است از واژهٔ دریوزه.اوازتبارسیدعلی نبود بلکهازشاگردان اوبودودرویزه احتمالاازلغت درویش گرفته شده نه دریوزه
از او کتابی به نام ارشادالطالبین در دست است که در چهار باب تألیف شده. وی دلیل بخش‌بندی کتاب به چهار باب را مانندگی با چهار جوی بهشت عنوان کرده‌است.
بخش‌ها و موضوعات این کتاب عبارتند از:
- باب اول:
  - فصل اول: توحید
  - فصل دوم: ایمان
  - فصل سوم: وضو
  - فصل چهارم: نماز
- باب دوم: 
  - فصل اول: توبه
  - فصل دوم: علامت پیر کامل
  - فصل سوم: چهار علم
  - فصل چهارم: ذکر
- باب سوم: سیَر ملوک
- باب چهارم: 
  - فصل اول: اخلاق حمیده
  - فصل دوم: اخلاق ذمیمه
  - فصل سوم: صبر
  - فصل چهارم: شکر